# Kup Krešimira Ćosića 1998./99.
Kup Krešimira Ćosića 1998./99. bilo je osmo po redu košarkaško kup natjecanje u Hrvatskoj. Na završni turnir, koji se je odigrao u Splitu u Športskom centru Gripe od 19. do 20. ožujka 1999. godine, plasirali su se KK Cibona (Zagreb), KK Zadar (Zadar), KK Benston (Zagreb) i KK Split (Split).

## Sustav natjecanja
U završnom dijelu natjecanja sudjelovalo je 16 momčadi. Svi klubovi koji su izborili završno natjecanje natjecali su se od 1. kruga (bez izravnih plasmana nositelja). Parovi četvrtzavršnice igrali su po dvije utakmice tako da je prolaz u sljedeći krug ostvarila momčad koja je postigla više koševa u obje utakmice.

## Rezultati
| 1. krug (osmina završnice) rujan 1998.                         | rezultat |
| -------------------------------------------------------------- | -------- |
| KK Karlovac (Karlovac) - KK Zagreb (Zagreb)                    | 62:65    |
| KK Belišće (Belišće) - KK Zrinjevac (Zagreb)                   | 76:91    |
| KK Svjetlost Oriolik (Slavonski Brod) - KK Zadar (Zadar)       | 77:80    |
| KK Kvarner Croatia Line (Rijeka) - KK Kandit Olimpija (Osijek) | 78:75    |
| KK Šibenik (Šibenik) - KK Sava osiguranje (Rijeka)             | 86:58    |
| KK Telecomp (Vinkovci) - KK Benston (Zagreb)                   | 57:80    |
| KK Mosor (Omiš) - KK Split (Split)                             | 61:96    |
| KK Maksimir (Zagreb) - KK Cibona (Zagreb)                      | 58:97    |

| četvrtzavršnica (prosinac 1998. i siječanj 1999.) | prva utakmica | uzvratna utakmica | ukupno    |
| ------------------------------------------------- | ------------- | ----------------- | --------- |
| KK Zadar (Zadar) - KK Zrinjevac (Zagreb)          | 88:58         | 69:76             | (157:134) |
| KK Šibenik (Šibenik) - KK Split (Split)           | 73:73         | 64:74             | (137:147) |
| KK Sava osiguranje (Rijeka) - KK Cibona (Zagreb)  | 75:79         | 41:95             | (116:174) |
| KK Benston (Zagreb) - KK Zagreb (Zagreb)          | 67:69         | 92:79             | (159:148) |

| poluzavršnica (Split, 19. ožujka 1999.)  | rezultat      |
| ---------------------------------------- | ------------- |
| KK Cibona (Zagreb) - KK Benston (Zagreb) | 61:59         |
| KK Split (Split) - KK Zadar (Zadar)      | 93:89 (76:76) |

| završnica (Split, 20. ožujka 1999.)   | rezultat |
| ------------------------------------- | -------- |
| KK Split (Split) - KK Cibona (Zagreb) | 69:70    |

## Osvajači Kupa
Košarkaški klub Cibona (Zagreb): Josip Vranković, Vladimir Krstić, Gerald Atkins, Nikola Prkačin, Ivan Grgat, Gordan Giriček, Davor Marcelić, Stipe Šarlija, Sandro Nicević, Dalibor Bagarić (trener: Vinko Jelovac)

## Statistika
- najbolji igrač završne utakmice: Chucky Atkins (Cibona)
- najbolji strijelac završnog turnira: Mark Miller (Split) 44 koša

## Poveznice
- A-1 liga 1998./99.
- A-2 liga 1998./99.
- B-1 liga 1998./99.